# Villa Déramond-Barre
Pour les articles homonymes, voir Barre.

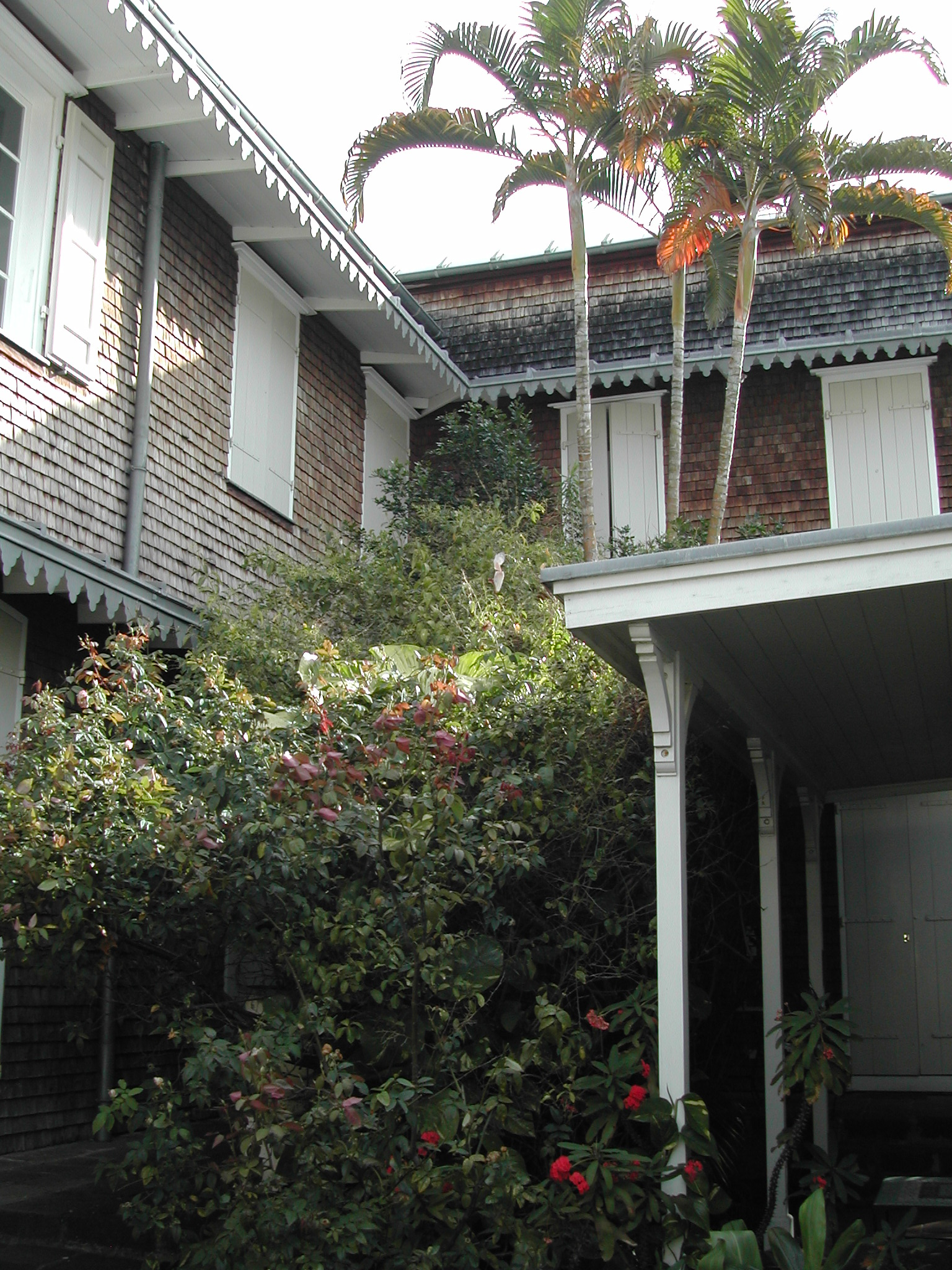
Détail de la façade arrière de la villa Déramond-Barre.

La villa Déramond-Barre est une villa créole d'un grand intérêt patrimonial, construite à la veille de la Révolution française dans l'actuelle rue de Paris, à Saint-Denis de La Réunion. Elle est classée et inscrite au titre des monuments historiques depuis le 6 juillet 1987,.

## Histoire
Établie sur un terrain ayant appartenu à la Compagnie des Indes orientales, la villa Déramond-Barre est passée entre les mains de nombreuses personnalités importantes, parmi lesquelles Antoine Desforges Parny, le demi-frère du poète Évariste de Parny. Il en est le propriétaire en 1814.
Rachetée le 27 janvier 1830 par son grand-père, la maison voit par la suite en 1838 la naissance du poète Léon Dierx. Il ne la quittera qu'en 1860, année de son installation définitive en France métropolitaine.
Puis, après avoir appartenu à un certain Eugène Bonin, la villa est cédée au docteur Octave Déramond le 8 mars 1906. Son petit-fils Raymond Barre naît dans la maison le 12 avril 1924. Il la quitte à l'âge de vingt ans lorsqu'il est mobilisé et embarqué pour Tamatave. Il deviendra par la suite Premier ministre de la France.
La villa est quant à elle devenue la propriété du département de La Réunion en 1983. Elle est affectée aux services de l'architecte des bâtiments de France (ministère de la Culture et de la Communication, Direction des affaires culturelles de La Réunion).

## Architecture
Symétrique, la façade donnant sur la rue contraste avec la partie arrière, couverte de bardeaux.